# Cộng hòa Xã hội chủ nghĩa Xô viết Kazakhstan
Cộng hòa Xã hội chủ nghĩa Xô viết Kazakhstan (tiếng Kazakh: Қазақ Кеңестік Социалистік Республикасы; tiếng Nga: Казахская Советская Социалистическая Республика) là một trong mười lăm nước cộng hòa lập hiến của Liên bang Xô viết. Với 2.717.300 ki-lô-mét vuông (1.063.200 dặm vuông) diện tích, đây là nước cộng hòa lập hiến lớn thứ hai ở Liên Xô, sau Cộng hòa Xã hội chủ nghĩa Xô viết Liên bang Nga. Thủ đô của nước cộng hòa là Alma-Ata (ngày nay có tên Almaty). Ngày nay đây trở thành quốc gia độc lập có tên Kazakhstan ở Trung Á và Đông Âu.
Quốc gia được đặt tên theo dân tộc Kazakh, dân du mục trước đây nói tiếng Turk vẫn còn duy trì một hãn quốc hùng mạnh ở khu vực trước khi Nga và sau đó Liên Xô thống trị. Trạm phóng tên lửa của Liên Xô, giờ đây có tên là Sân bay vũ trụ Baykonur nằm ở nước cộng hòa tại Tyuratam, và thị trấn bí mật Leninsk được xây dựng để làm nơi cư trú cho các cán bộ của nó.

## Tên gọi
Quốc gia này được đặt theo tên của người Kazakh, Turk - những người du mục trước đây là người duy trì một khả hãn quốc hùng mạnh trong khu vực trước khi Nga và Liên Xô thống trị. Cảng không gian Liên Xô, hiện được gọi là Sân bay vũ trụ Baykonur, được đặt tại nước cộng hòa này tại Tyuratam, và thị trấn bí mật của Leninsk (nay là Baikonur) được xây dựng để chứa nhân viên.

## Lịch sử
Được thành lập ngày 26 tháng 8 năm 1920, nó ban đầu có tên Cộng hòa Xã hội chủ nghĩa Xô viết tự trị Kyrgyzstan và là một phần của Cộng hòa Xã hội chủ nghĩa Xô viết Liên bang Nga. Vào ngày 15-19 tháng 4 năm 1925, nó được đổi tên thành Cộng hòa Xã hội chủ nghĩa Xô viết tự trị Kazakhstan vào ngày 5 tháng 12 1936 nó trở thành một nước cộng hòa liên minh của Liên Xô có tên Cộng hòa Xã hội chủ nghĩa Xô viết Kazakhstan theo một đạo luật cấp cao của Sự phân định quốc gia trong Liên Xô. Trong suốt thập niên 1950 và 1960 các công dân Liên Xô được khuyến khích đến định cư ở "Vùng đất mới" ở nước Cộng hòa Xô viết. Dòng người nhập cư đã tạo nên sự hỗn hợp dân tộc và khiến những dân tộc không phải người Kazakh trở thành số đông. Các quốc tịch khác gồm có người Ukraina, người Đức, Do Thái, người Belarus, người Triều Tiên, và những người khác; người Đức tại thời điểm độc lập chiếm 8% dân số, là nơi tập trung đông người Đức nhất ở toàn cõi Xô Viết. Nền độc lập đã khiến nhiều người mới này phải ra đi.
Vào ngày 10 tháng 12 năm 1991 Cộng hòa Xã hội chủ nghĩa Xô viết Kazakhstan đổi tên thành Cộng hòa Kazakhstan và sáu ngày sau tuyên bố độc lập.

## Dân số
Theo cuộc điều tra vào năm 1987, cuộc điều tra sớm nhất ở khu vực này, người Kazakh chiếm 81,7% tổng dân số (3.392.751) trong lãnh thổ Kazakhstan hiện nay. Người Nga ở Kazakhstan là 454.402 hay 10,95% tổng dân số; có 79.573 người Ukraina (1,91%); 55.984 Tatar (1,34%); 55.815 Duy Ngô Nhĩ (1,34%); 29.564 Uzbek (0,7%); 11.911 Moldova (0,28%); 4.888 Đông Can (0,11%); 2.888 Turk; 2.613 Đức; 2.528 Bashkir; 1.651 Do Thái và 1.254 Ba Lan

Bảng: Tổng hợp dân số của Kazakhstan (dữ liệu điều tra)
| Sắc tộc     | 1959 | 1970 | 1979 | 1989 | 1999 |
| ----------- | ---- | ---- | ---- | ---- | ---- |
| Kazakh      | 30.0 | 32.6 | 36.0 | 40.1 | 53.4 |
| Nga         | 42.7 | 42.4 | 40.8 | 37.4 | 29.9 |
| Ukraina     | 8.2  | 7.2  | 6.1  | 5.4  | 3.7  |
| Belarus     | 1.2  | 1.5  | 1.2  | 1.1  | 0.8  |
| Đức         | 7.1  | 6.6  | 6.1  | 5.8  | 2.4  |
| Tatar       | 2.1  | 2.2  | 2.1  | 2.0  | 1.7  |
| Uzbek       | 1.5  | 1.7  | 1.8  | 2.0  | 2.5  |
| Duy Ngô Nhĩ | 0.6  | 0.9  | 1.0  | 1.1  | 1.4  |
| Triều Tiên  | 0.8  | 0.6  | 0.6  | 0.6  | 0.7  |

## Kinh tế
Khi bắt đầu Chiến tranh thế giới thứ hai, nhiều nhà máy lớn đã được chuyển đến Kazakhstan Xô viết.
Khu thử nghiệm hạt nhân Semipalatinsk và vũ trụ Baikonur cũng được xây dựng tại đây.
Sau chiến tranh, Chiến dịch Vùng đất Virgin được bắt đầu vào năm 1953. Điều này được lãnh đạo bởi Nikita Khrushchev, với mục tiêu phát triển vùng đất rộng lớn của nước cộng hòa và giúp tăng sản lượng nông nghiệp của Liên Xô. Tuy nhiên nó không hoạt động như đã hứa, chiến dịch cuối cùng đã bị bỏ rơi vào những năm 1960.